# 圣安德肋圣殿 (曼托瓦)
圣安德肋圣殿（義大利語：Basilica di Sant'Andrea）是一座罗马天主教共同主教座堂和宗座圣殿，位于意大利伦巴第大区曼托瓦的曼特尼亚广场。它是15世纪意大利北部文艺复兴建筑的主要作品之一。该堂于1462年开工，由盧多維科三世·貢扎加委托莱昂·巴蒂斯塔·阿尔贝蒂设计。它位于一个本笃会修道院的旧址，其钟楼（1414年）仍然存在。该堂直到328年后（1790年）才完成，虽然后来阿尔伯蒂的设计有所改变，但仍然被认为是阿尔伯特最完整的作品之一。

## 建筑
立面与已存在的钟楼（1414年）对接，是基于古代提图斯凯旋门的方案。

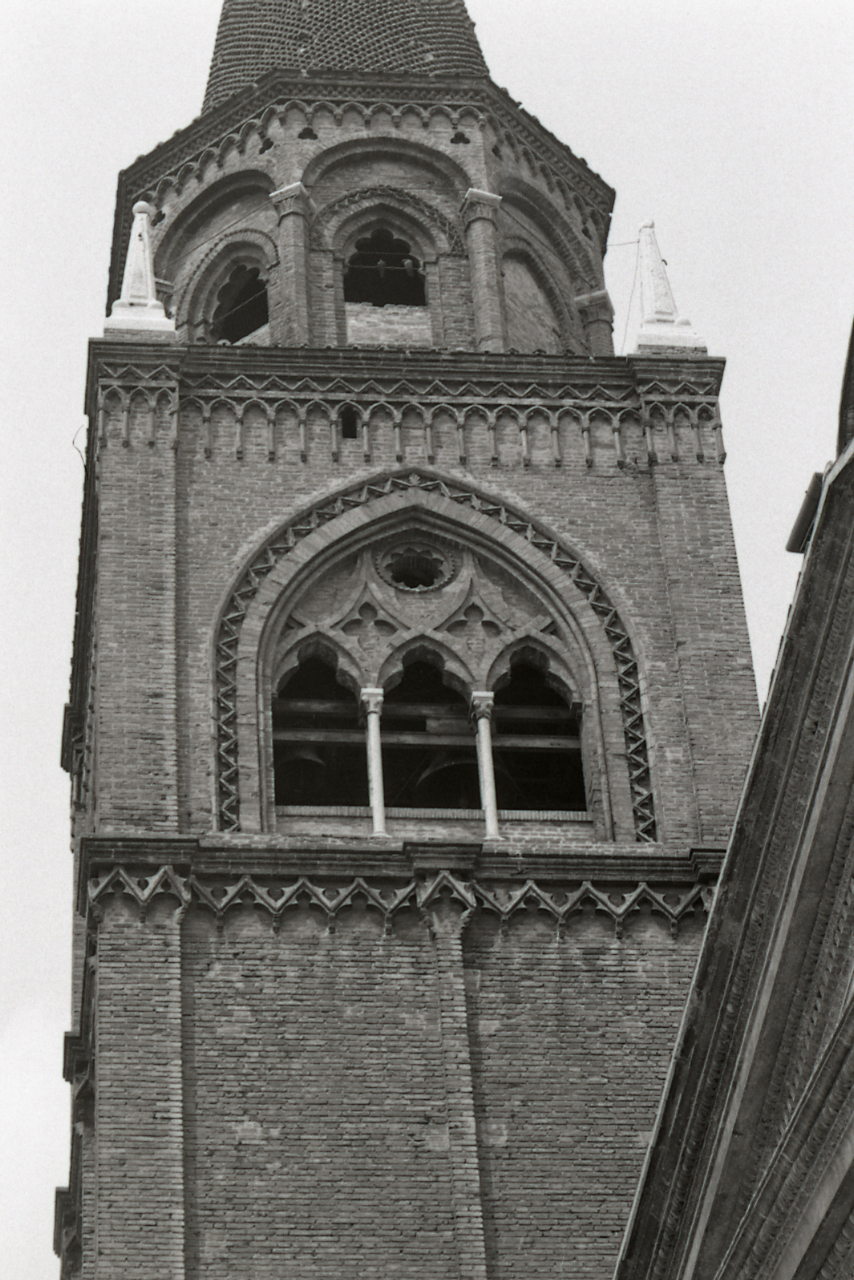
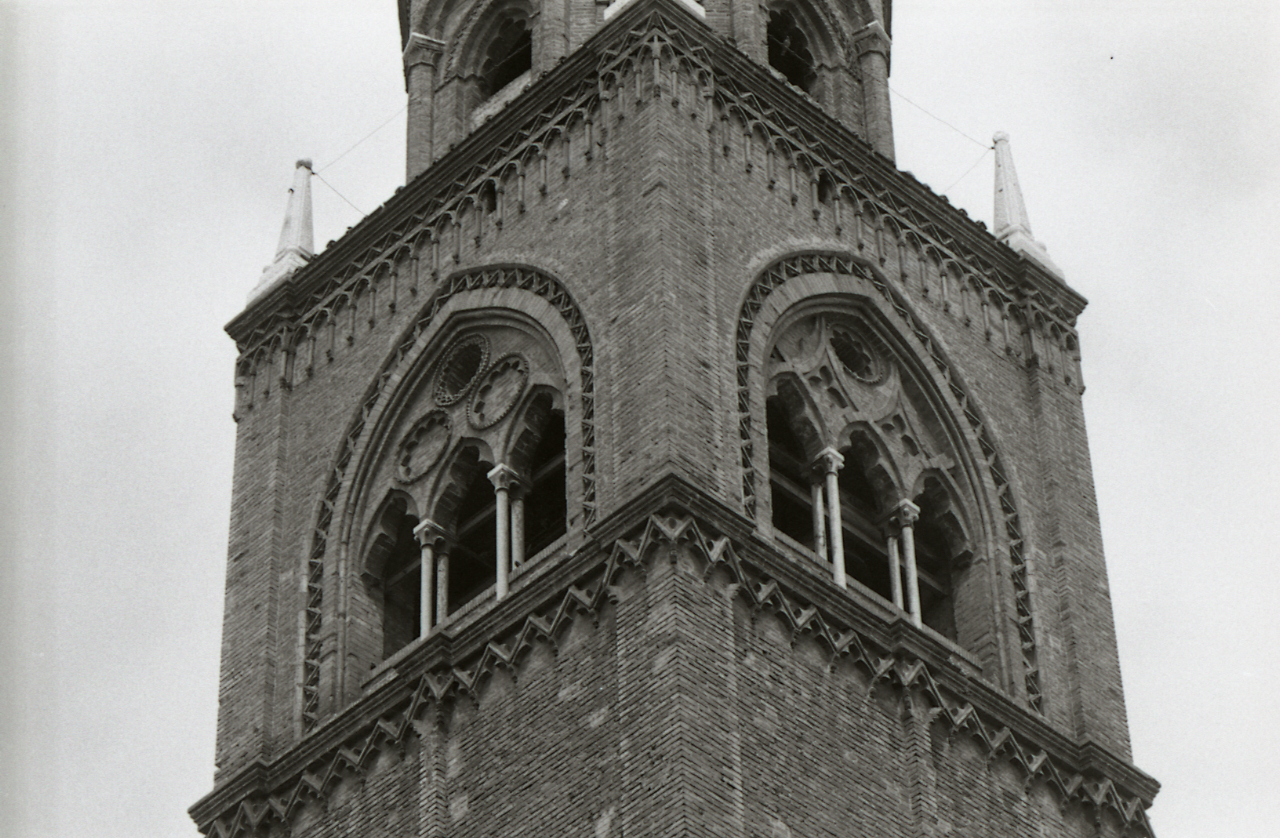
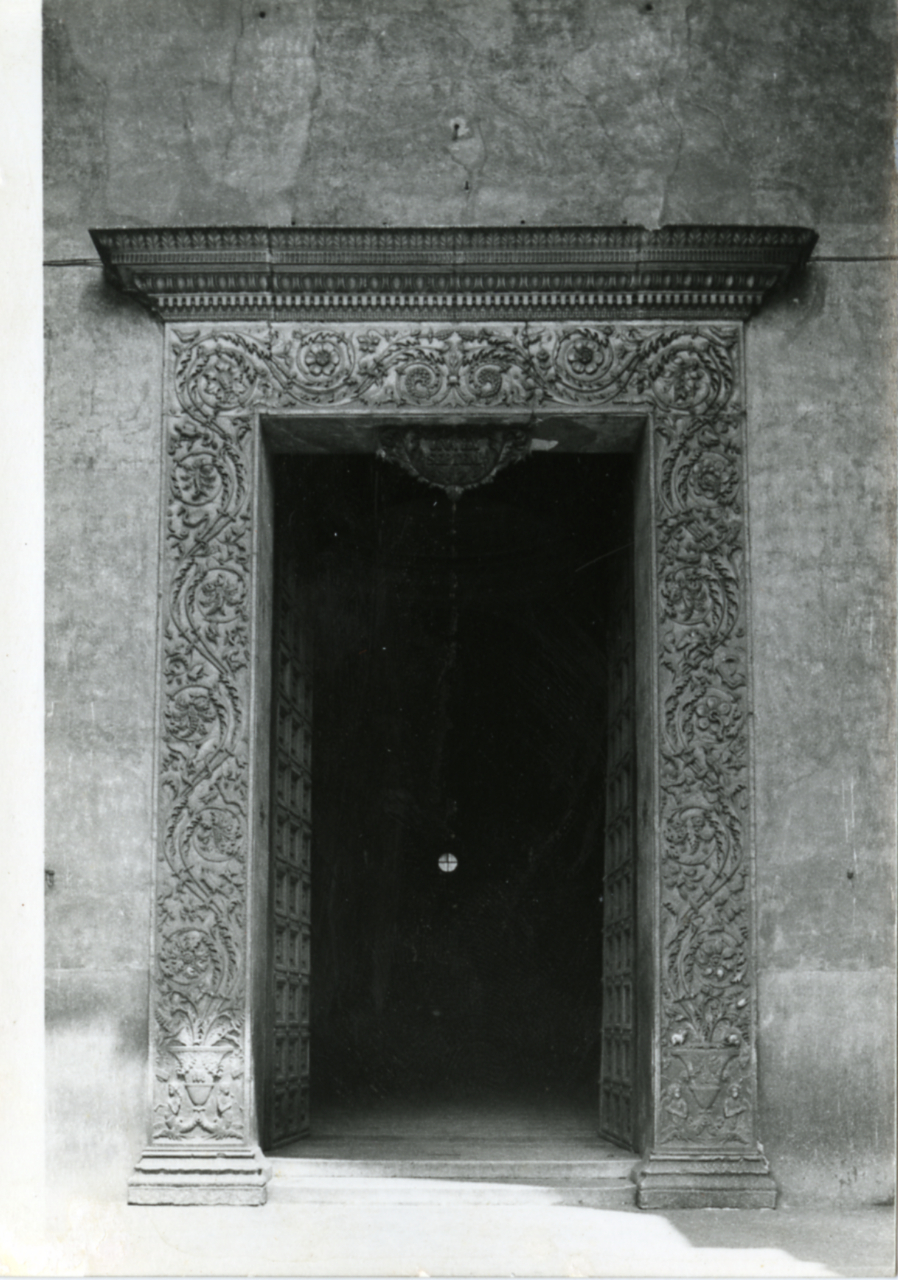
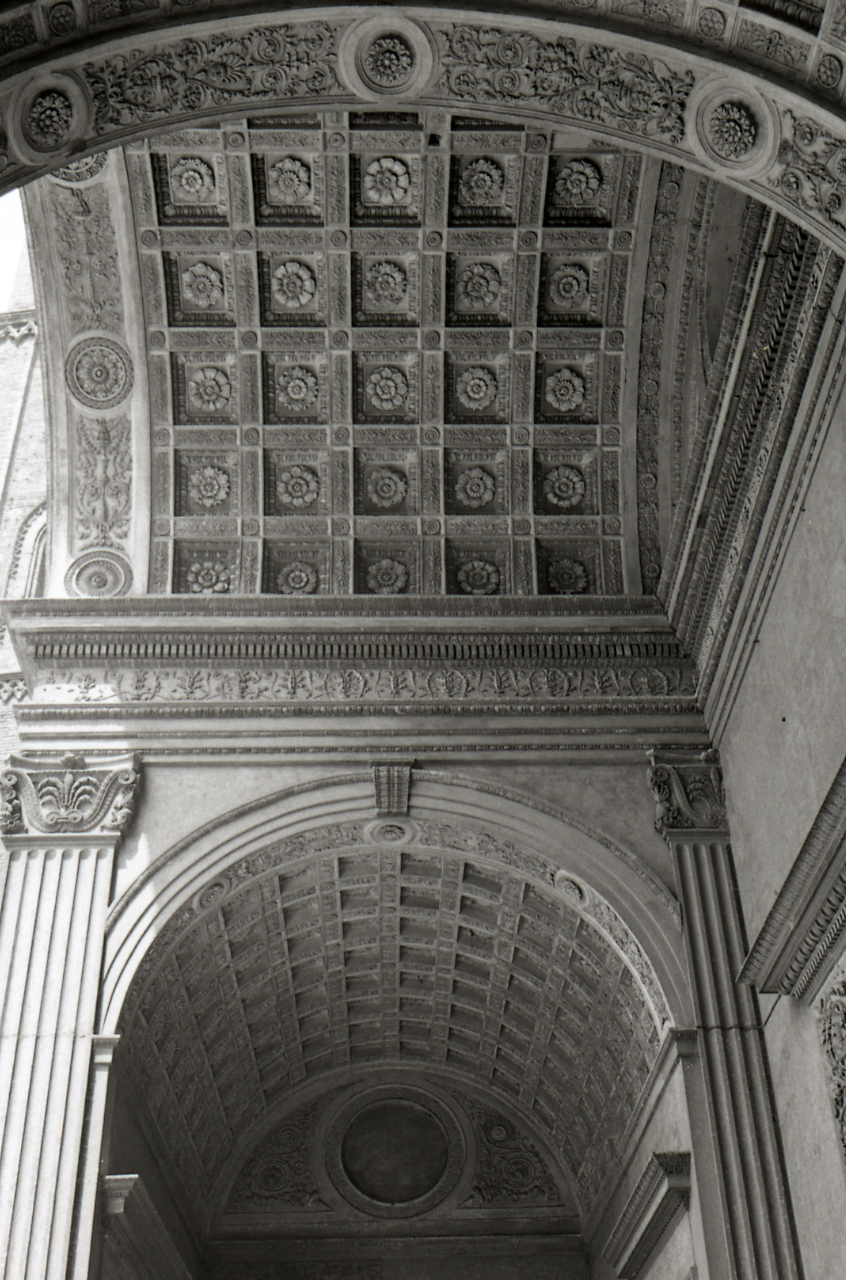
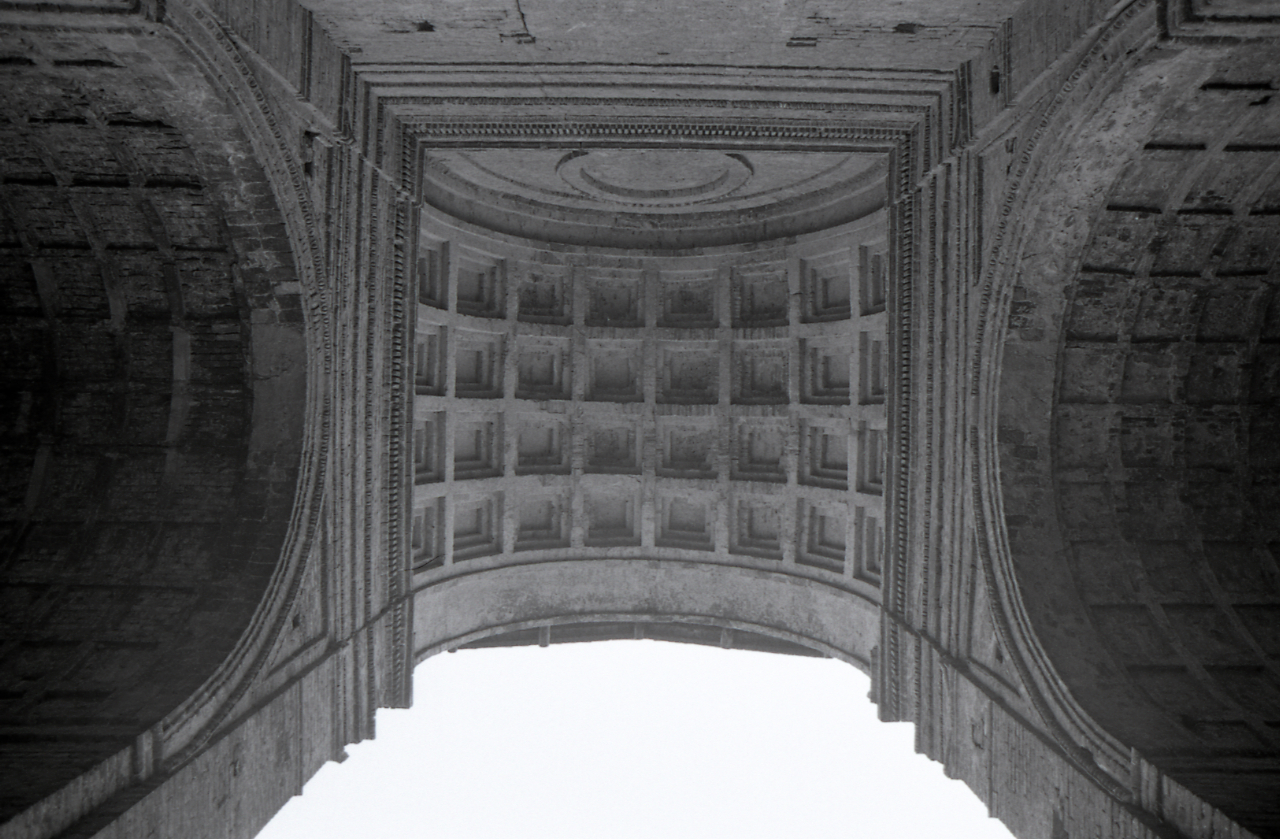
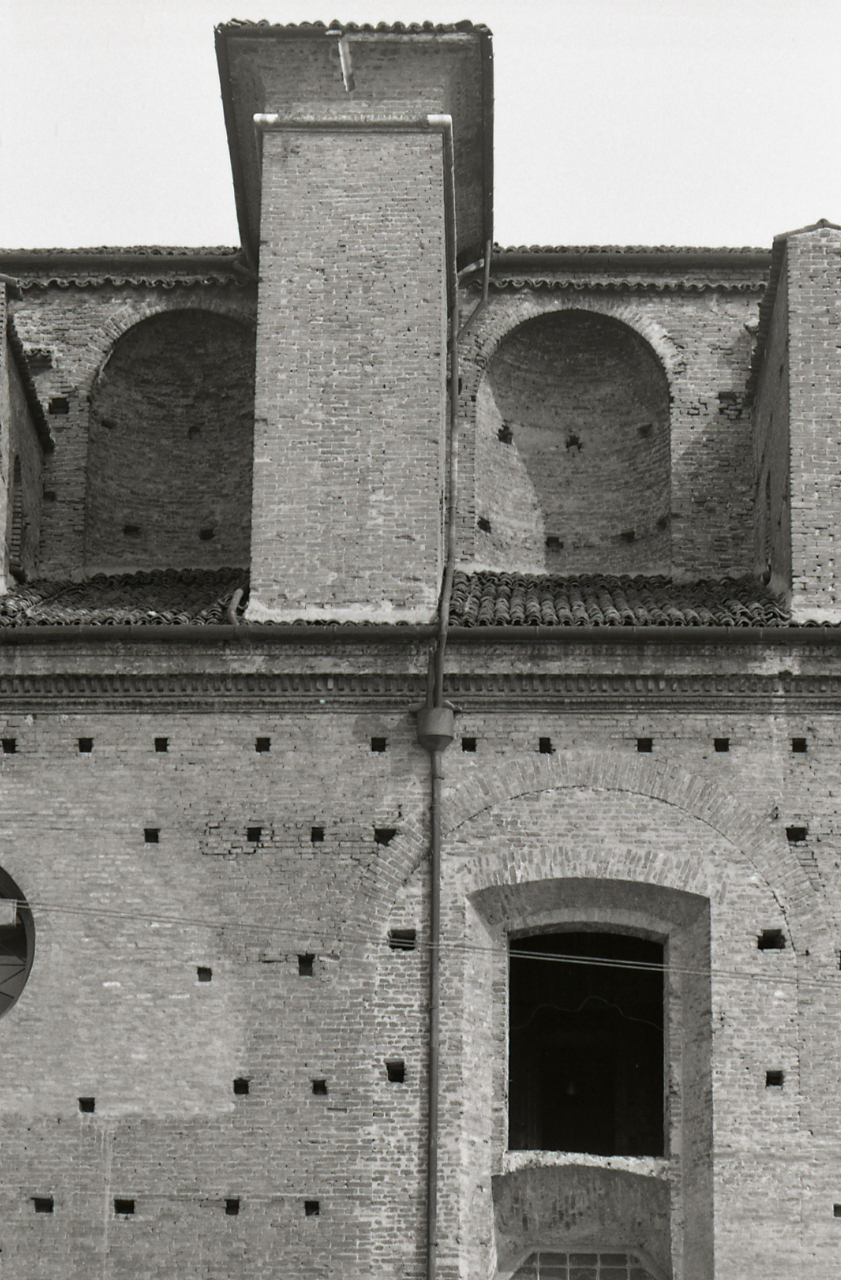
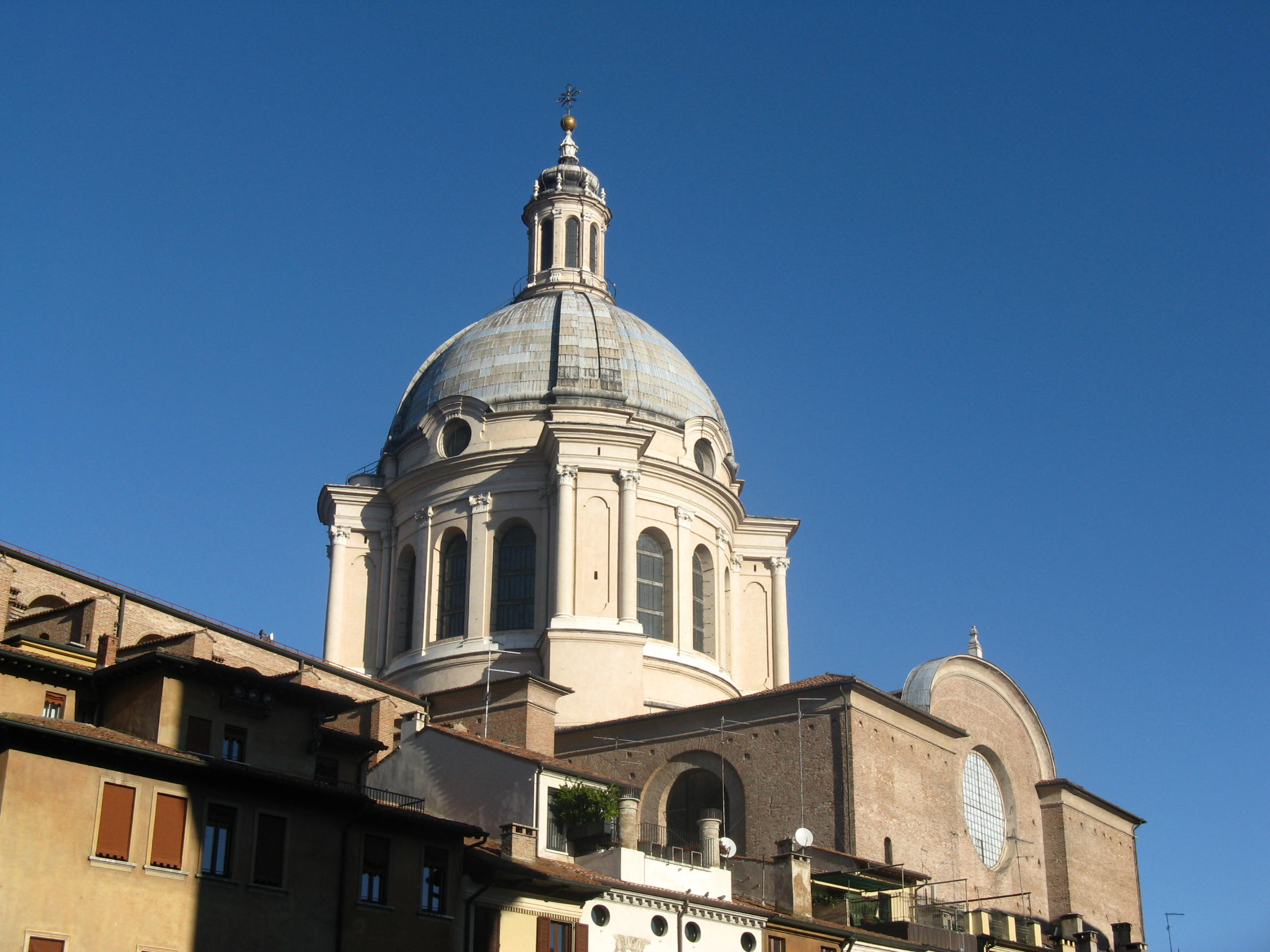
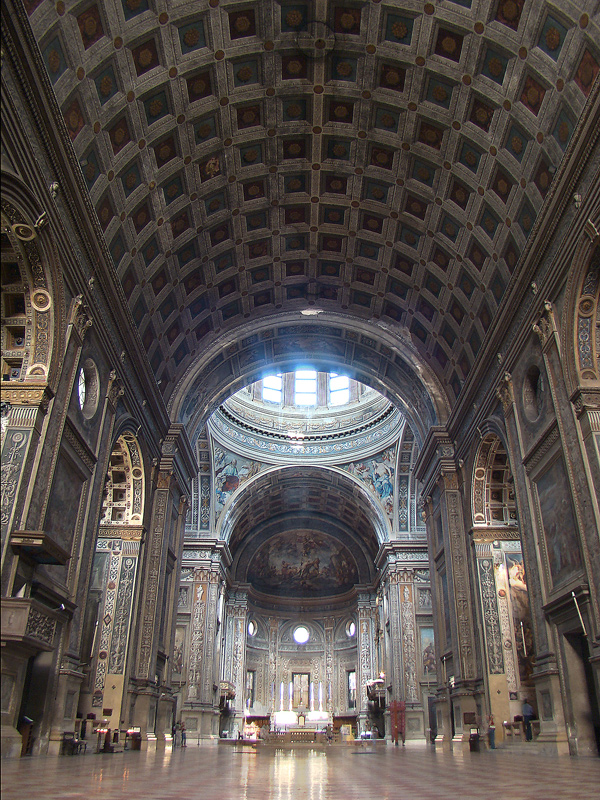

## 圣血

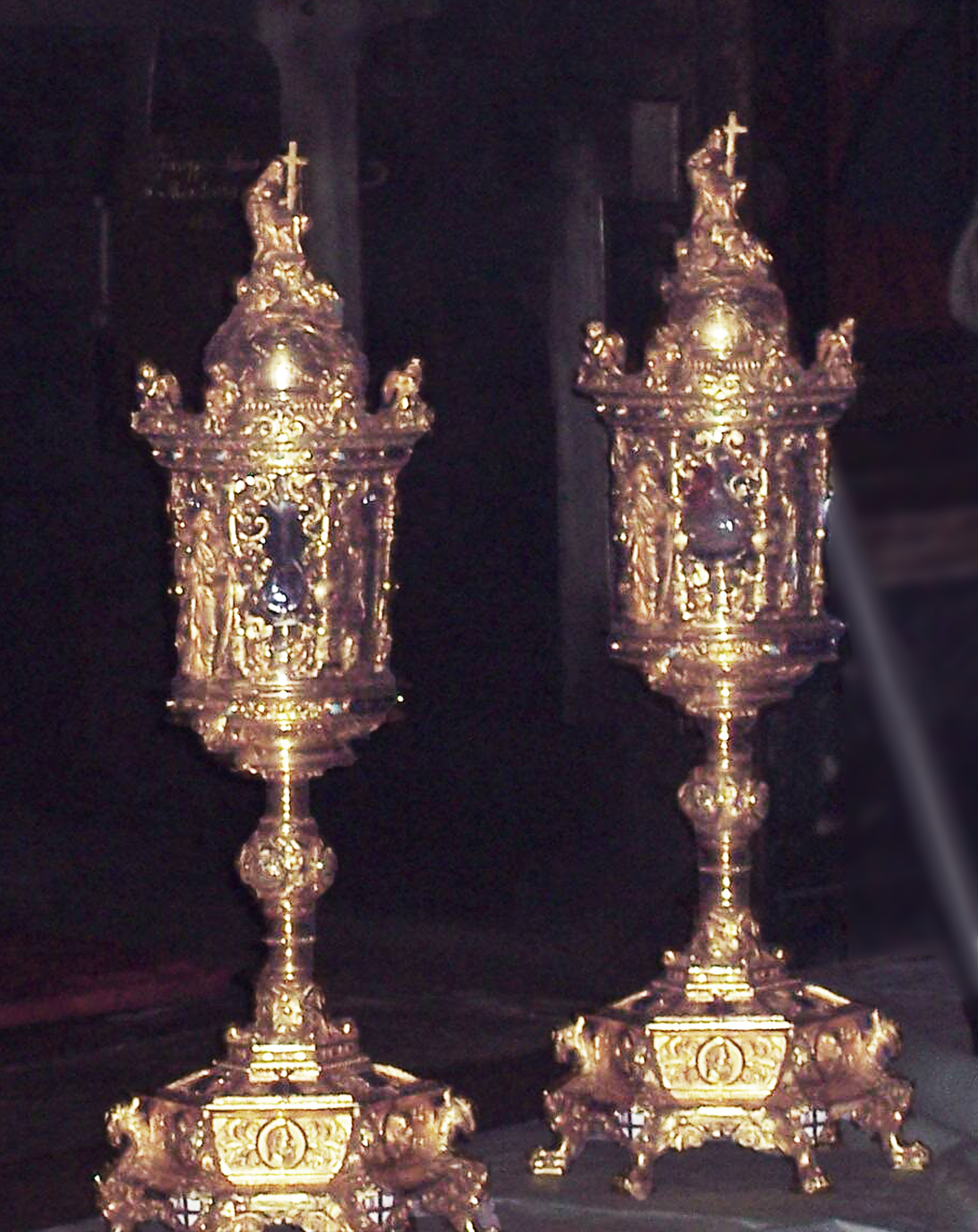
基督的血

新建筑的目的是接待耶稣升天节来访的朝圣者。这件圣物称为基督的宝血（Preziosissimo Sangue di Cristo），保存在圣器内，据传说被罗马百夫长朗基努斯挖出含血液的土壤，并带到曼托瓦。这件圣物在1049年重新发现。教宗利奥九世在1053年承认这件圣物。它在文艺复兴时期受到高度崇敬。它只在圣周五向信徒展示，然后带出来沿曼托瓦的街道游行。

## 墓葬
- 費德里科一世·貢扎加